# قرن موفجة (مودية)

تعديل مصدري - تعديل

قرن موفجة هي إحدى قرى عزلة مودية بمديرية مودية التابعة لمحافظة أبين، بلغ تعداد سكانها 265 نسمة حسب تعداد اليمن لعام 2004.